# Chorisoneura guianae
Chorisoneura guianae es una especie de cucaracha del género Chorisoneura, familia Ectobiidae. Fue descrita científicamente por Hebard en 1921.
Habita en Guyana, Surinam y Guayana Francesa.